# یخچال پاده
یخچال پاده مربوط به سده‌های متأخر دوران‌های تاریخی پس از اسلام است و در شهرستان گرمسار، بخش آرادان، دهستان داور آباد، روستای پاده، بعد از امامزاده ابوسعید واقع شده و این اثر در تاریخ ۲۲ آبان ۱۳۸۶ با شمارهٔ ثبت ۲۰۱۵۷ به‌عنوان یکی از آثار ملی ایران به ثبت رسیده است.